# Zgrada stare tvornice žeste i kvasca u Novom Čiču
Zgrada stare tvornice žeste i kvasca u mjestu Novo Čiče i općini Velika Gorica, zaštićeno kulturno dobro.

## Opis
Graditeljski sklop kojeg čine zgrada stare tvornice žeste i kvasca u Novom Čiču.

## Zaštita
Pod oznakom P-5510 zavedena je kao nepokretno kulturno dobro - pojedinačno, pravna statusa zaštićena kulturnog dobra, klasificirano kao "kulturno-povijesna cjelina".